# UDヴィラフランケンセ
ウニオン・デスポルティーヴァ・ヴィラフランケンセ（ポルトガル語: União Desportiva Vilafranquense）は、ポルトガル・リスボン県ヴィラ・フランカ・ディ・シラを本拠地としたサッカークラブ。
2023年にアヴェスに本拠地を移してAVSフトゥボルSADとなったために消滅した。

## 歴史
1957年4月12日、グルーポ・デ・ホートバル・オペラリオ・ヴィラフランケンセGrupo de Foot-Ball Operário Vilafranquense）、アグイア・スポルト・クルブ・ヴィラフランケンセ（Águia Sport Club Vilafranquense）、オケイ・クルーベ・ヴィラフランケンセ（Hóquei Clube Vilafranquense）、ジナシオ・ヴィラフランケンセ（Ginásio Vilafranquense）の四つの地元のスポーツクラブが合併して成立した。
1987-88シーズンにセグンダ・ディヴィソンに参戦したが、1年で降格した。
2016-17シーズンにタッサ・デ・ポルトガルで4回戦に進出し、プリメイラ・リーガ所属のFCパソス・デ・フェレイラを倒した。
2018-19シーズンを2位で終えて3部から昇格を勝ち取って、クラブ史上初の全国リーグ参戦となった。しかし本拠地の施設が2部に対応できなかったため、昇格後のホームゲームは50km離れたエスタジオ・ムニシパル・デ・リオ・マイオルを使用していた。そのため、2022-23シーズン終了後にアヴェスに移転することとなった。

## 歴代所属選手
- アルファ・セメド 2016-2017
- ニキータ・コルズン 2019-2020
- レオナルド・アウヴェス・サン・ペドロ・ジ・ジェズス 2021-2022
- シルヴィオ・マヌエル・ペレイラ 2022-2023

## E外部リンク
- 公式ウェブサイト (ポルトガル語)